# Cascata da Pedra da Ferida
A cascata conhecida como Pedra da Ferida localiza-se na Serra do Espinhal, em Penela, próximo do lugar com o nome de Ribeira da Azenha. A cascata tem origem graças ao maior número de rochas mais duras. 
O acesso ao local é apenas feito a pé. São algumas centenas de metros ao longo das margens da ribeira, através de um trilho pedonal com acesso inicial pelo caminho da Ribeira da Azenha. A queda de água tem cerca de 25 metros de altura.
Para visitar este agradável local terá de deixar o carro a algumas centenas de metros e fazer um pequeno percurso pedonal.
Também é possivel admirar a cascata a partir de um miradouro perto do lugar de Carvalha da Serra.